# Yronde-et-Buron
Yronde-et-Buron är en kommun i departementet Puy-de-Dôme i regionen Auvergne-Rhône-Alpes i centrala Frankrike. Kommunen ligger i kantonen Vic-le-Comte som tillhör arrondissementet Clermont-Ferrand. År 2022 hade Yronde-et-Buron 643 invånare.

## Befolkningsutveckling
Antalet invånare i kommunen Yronde-et-Buron
| Referens: INSEE |